# Michail Semjonov
Michail Vladimirovitsj Semjonov (Russisch: Михаил Владимирович Семёнов) (Rostov aan de Don, 18 september 1933 - Rostov aan de Don, 9 november 2006) was een Russisch basketbalspeler die speelde voor de nationale ploeg van de Sovjet-Unie.

## Carrière
Semjonov begon zijn carrière bij Spartak Rostov aan de Don in 1950. Na een jaar ging Semjonov spelen voor de Legerploeg SKA Rostov aan de Don. Na een jaar ging Semjonov spelen voor CSKA Moskou (1954-1963). Semjonov werd met CSKA drie keer landskampioen van de Sovjet-Unie in 1960, 1961 en 1962. Ook won Semjonov twee keer de EuroLeague in 1961 en 1963. Semjonov won twee keer de zilveren medaille voor de Sovjet-Unie op de Olympische Spelen van 1956 en 1960. Semjonov won twee gouden medailles op de Europese Kampioenschappen in 1957 en 1959. Ook won Semjonov brons in 1955. Kreeg de onderscheiding Meester in de sport van de Sovjet-Unie in 1955.
Op 15 november 2013 werd in de Aleksandr Gomelski Universal Sports Hall CSKA symbolisch het shirt van Michail Semjonov met nummer 10 in de bogen van de hal opgehangen.

## Erelijst
- Landskampioen Sovjet-Unie: 3
  - Winnaar: 1960, 1961, 1962
- EuroLeague: 2
  - Winnaar: 1961, 1963
- Olympische Spelen:
  - Zilver: 1956, 1960
- Europees Kampioenschap: 2
  - Goud: 1957, 1959
  - Brons: 1955